# ریزپرده

در انواع مختلف موسیقی، نمادهای متفاوتی برای نمایش فواصل ریزپرده‌ای استفاده می‌شوند. میزان اول یک فاصلهٔ یک پرده‌ای بین نت لا و سی را نشان می‌دهد. میزان دوم فاصله‌ای برابر با سه ربع پرده را نشان می‌دهد (نماد متداول در موسیقی غربی؛ همین نماد در موسیقی عربی و ترکی معنای دیگری دارد). میزان سوم فاصله‌ای را نشان می‌دهد که برابر با ۵ کما یا پنج نهم پرده است (نماد متداول در موسیقی ترکی و عربی). میزان آخر فاصله‌ای برابر با سه ربع پرده را با نماد متداول در موسیقی ایرانی نشان می‌دهد.

ریزپرده یا میکروتون (به فرانسوی: microtone) اصطلاحی است که برای توصیف فواصل کوچکتر از نیم‌پرده در موسیقی به کار می‌رود. موسیقی ریزپرده‌ای یا موسیقی میکروتونال (به فرانسوی: microtonal) نوعی از موسیقی است که در آن از ریزپرده‌ها استفاده می‌شود.
اندازهٔ ریزپرده‌ها در انواع مختلف موسیقی تفاوت دارد؛ همچنین در موسیقی نقاط مختلف دنیا از نام‌ها و نشانه‌های مختلفی برای نامیدن و نمایش ریزپرده‌ها استفاده می‌شود. موسیقی سنتی ایران و موسیقی عربی و ترکی از جمله رایج‌ترین انواع موسیقی ریزپرده‌ای هستند، اما کاربرد ریزپرده‌ها در موسیقی اندونزی، هندوستان، ونزوئلا، ژاپن یونان باستان و موسیقی معاصر غرب نیز گزارش شده‌است.
مفهوم ریزپرده در موسیقی با مفهوم ربع پرده ارتباطی تنگاتنگ دارد. در موسیقی مبتنی بر اعتدال مساوی، ریزپرده‌هایی که دقیقاً نصف یک نیم‌پرده باشند را می‌توان به درستی ربع پرده نامید. در تئوری معاصر موسیقی عربی، ریزپرده‌ها به صورت ربع پرده تعریف می‌شوند. برخی از نظریه‌پردازان تئوری موسیقی ایرانی هم اصطلاح ربع پرده را برای توصیف فواصل ریزپرده‌ای به کار می‌برند؛ اما برخی دیگر از صاحب‌نظران معتقدند از آنجا که فواصل ریزپرده‌ای در موسیقی ایرانی دقیقاً نصف یک نیم‌پرده نیستند و کوک سازهای ایرانی هم به روش اعتدال مساوی انجام نمی‌شود، استفاده از لفظ ربع پرده برای توصیف این فواصل نامناسب است.

## نامگذاری
اولین کاربرد واژهٔ «میکروتون» (مترادف ریزپرده) به ماد مکارتی نسبت داده می‌شود؛ وی در سال ۱۹۱۲ میلادی در کتابش با نام «برخی از نطفه‌های هندی موسیقی» از لفظ «میکروتون» برای توصیف شروتی‌های موسیقی هندی استفاده می‌کند و می‌نویسد که تعداد این میکروتون‌ها محل اختلاف نظر است در حالی که با رواج نظام کوک خالص نزد مردمان آریایی، این تعداد اهمیتش را از دست می‌دهد. تا پیش از آن، برای توصیف این فواصل از لفظ ربع پرده استفاده می‌شد که گمراه‌کننده بود چون هم ربع پرده‌ها دقیقاً نصف یک نیم‌پرده نیستند و هم از لفظ «ربع پرده» برای توصیف فواصل ریزپرده‌ای غیر از ربع پرده هم استفاده می‌شد.
در زبان فرانسوی برای توصیف مفهوم ریزپرده از عبارت میکروانتروال (به فرانسوی: micro-interval) به معنی «ریزفاصله» استفاده می‌شود. مفهوم ریزپرده و ریزفاصله گاهی مترادف و گاهی غیر مترادف دانسته می‌شود. برای مثال تعریف ریزپرده در واژه‌نامه موسیقی هاروارد چنین آمده‌است: «ریزپرده فاصله‌ای است کوچک‌تر از یک نیم‌پرده». این در حالی است که در همین کتاب در تعریف مفهوم کما از عبارت «ریزفاصله» استفاده شده ولی به ریزپرده بودن کماها اشاره‌ای نشده‌است. عبارت میکروتونالیته (به فرانسوی: microtonalité، به معنای ریزمایه یا ریزپردگی) نیز توسط رودی بلش برای توصیف خصوصیات ریزپرده‌ای «گام بلوز» به کار رفته‌است.
عبارت موسیقی ریزپرده‌ای برای توصیف هر نوع موسیقی می‌تواند به کار برود که در آن فواصل ریزپرده‌ای به کار می‌روند و عموماً کوکشان با اعتدال مساوی دوازده‌پرده‌ای که در موسیقی غربی رایج است تفاوت دارد. کوک‌بندی سنتی موسیقی هندی که مبتنی بر ۲۲ شروتی است، موسیقی محلی بسیار کشورها نظیر ایران، عربستان، ترکیه، تایلند، برمه، کشورهای آفریقایی، و نیز هر موسیقی که با کوک‌هایی نظیر نظام کوک خالص، اعتدال میانگین و سایر کوک‌بندی‌های غیر مساوی نواخته شود را می‌تواند «ریزپرده‌ای» دانست. همچنین موسیقی جز و بلوز را هم به خاطر استفاده از فواصل ریزپرده‌ای می‌توان جزو موسیقی‌های ریزپرده‌ای دانست. ارتباط ریزپرده‌ها با موسیقی کشورهای خاورمیانه (که در دوران شکوفایی موسیقی عموماً تحت حکومت اسلام بوده‌اند) به حدی است که برخی ساخت سازهایی که قادر به نواختن موسیقی ریزپرده‌ای و غیر ریزپرده‌ای بودند را جزو خدمت‌های اسلام به دانش بشر قلمداد می‌کنند.

## تاریخچه

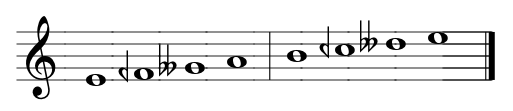
گونه همصدای مد دورین بر اساس نت می تقسیم شده به دو دانگ.

چند اثر موسیقی از تمدن هلنی در یونان باستان باقی مانده‌است، از جمله سرودهای دلفی. این آثار نشان می‌دهند که یونانیان باستان فواصل و مدهای موسیقی را با تجزیه و ترکیب دانگ‌ها تعریف می‌کردند و سه گونه اصلی برای مدها می‌شناختند: همصدا یا انارمونیک، رنگین یا کروماتیک، و دیاتونیک. فواصل در موسیقی یونان باستان اندازه‌های مختلفی داشتند که شامل انواع ریزپرده‌ای هم می‌شد. به‌طور خاص، گونهٔ همصدا شامل فواصلی می‌شد که مشخصاً ریزپرده‌ای بودند و برخی کمتر از ۵۰ سنت اندازه داشتند (یعنی کمتر از نصف یک نیم‌پرده در موسیقی معاصر غربی که ۱۰۰ سنت اندازه دارد). در گونهٔ همصدا هر دانگ شامل فاصله‌ای نیم‌پرده‌ای می‌شد (نزدیک به ۱۰۰ سنت) که به دو قسمت مساوی تقسیم می‌شد که به هر کدام یک دیز (به یونانی: δίεσις، با تلفظ «دیِزیس») گفته می‌شد. این فاصلهٔ نیم‌پرده‌ای، به همراه یک فاصلهٔ بزرگتر که حدوداً برابر ۴۰۰ سنت بود، با هم یک فاصلهٔ چهارم درست در نظام کوک خالص (برابر با ۴۹۸ سنت یا نسبت ۴:۳) را تشکیل می‌دادند.
در موسیقی هندی، فاصله‌های ریزپرده‌ای از پیش از میلاد در قالب شروتی‌ها به کار می‌رفته‌اند. در موسیقی نواحی خاورمیانه، نظیر موسیقی سنتی ایرانی، عربی و ترکی، استفاده از فواصل ریزپرده‌ای از دیرباز رایج بوده‌است. اگر چه در موسیقی غربی، فواصل ریزپرده‌ای تا اوایل قرن بیستم متداول نبود، اما بعد از رنسانس برخی آهنگسازان به آزمودن فواصل ریزپرده‌ای روی آوردند. در قرن شانزدهم، نیکولا ویچنتینو در نوشته‌ای با عنوان سازگار کردن موسیقی باستانی با روش‌های نوین  طراحی یک صفحه کلید جدید که بتواند موسیقی ریزپرده‌ای اجرا کند را شرح داد.

## احساس
در موسیقی‌هایی (مثل موسیقی رایج غربی) که فواصل ریزپرده‌ای جزئی عمده از موسیقی نیست، فواصل ریزپرده‌ای گاهی به صورت فواصل خارج از کوک یا غیر دلنشین احساس و توصیف می‌شوند. همچنین برخی از ایرانیان نیز موسیقی ایرانی را (که در آن استفاده از ریزپرده متداول است) در مقایسه با موسیقی غربی، غم‌انگیز توصیف می‌کنند. مصطفی کمال پورتراب معتقد است که از آنجا که موسیقی‌دان‌های غربی معاصر به واسطهٔ معتدل کردن نیم‌پرده‌ها گوششان چیزی جز دوازده نیم‌پردهٔ معمول در موسیقی کلاسیک را نشنیده، صدای ریزپرده‌ها را وحشی یا غم‌انگیز می‌یابند؛ اما کمال پورتراب این تصور که ریزپرده‌ها موسیقی را غم‌انگیز می‌کنند اشتباه می‌داند چرا که در موسیقی اروپایی (نظیر اپراها) هم موسیقی غم‌انگیز وجود دارد.

## انواع ریزپرده

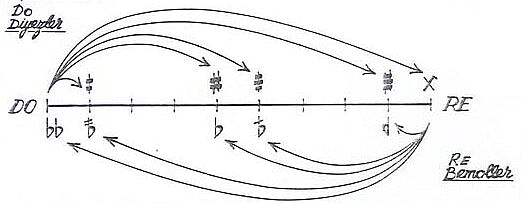
تقسیم یک پرده به نه کما، برای فاصلهٔ بین نت دو (Do) تا ر (Re). در این تصویر ریزپرده‌ها به شکلی که در موسیقی ترکی معمول است نشان داده شده‌اند.

انواع ریزپرده در سبک‌های مختلف موسیقی متفاوت هستند، هم از نظر علامت و هم از نظر میزان فاصله‌ای که با دیگر نت‌ها دارند. در برخی متون این فواصل در مقایسه با انواع کما (از جمله کمای فیثاغورثی و کمای همصدا) تعریف می‌شوند، و در برخی انواع موسیقی تعریف دقیقی از اندازهٔ ریزپرده‌ها موجود نیست. همچنین می‌توان اندازهٔ ریزپرده‌ها را بر حسب سنت اندازه‌گیری و گزارش کرد.
در موسیقی سنتی ایرانی، عربی و ترکی، هر پرده به نه کما شکسته می‌شود. این تعریف از کما، مطابق با کمای هلدری است و با تعاریف رایج کما در موسیقی غربی (نظیر کمای فیثاغورثی و کمای همصدا) تفاوت دارد. مطابق این تعریف از کما، هر پرده شامل یک نیم‌پردهٔ کروماتیک (۴ کما) و یک نیم‌پردهٔ دیاتونیک (۵ کما) است.

### موسیقی ایرانی
در متون قدیمی مربوط به موسیقی ایران از چندین نام برای توصیف فواصل ریزپرده‌ای استفاده می‌شده‌است، از جمله: «طنینی»، «مُجنّب» و «بقیه». به جز این‌ها، نام‌های دیگری هم برای توصیف فواصل بین نت‌ها به کار می‌رفته، از جمله «زائد» (دارای مقادیر متفاوت)، «سبابه» (نواخته شدن با انگشت اشاره)، «وسطا» (نواخته شدن با انگشت میان)، «بِنصِر» (نواخته شده با انگشت انگشتری)، و «خِنصِر» (نواخته شده با انگشت کوچک)، اما این نام‌های معرف یک فاصله مشخص نبوده‌اند و متناسب با انگشتان دست نوازنده تعریف می‌شده‌اند. تحقیقات مهدی برکشلی حاکی از آن است که سبابه به فاصلهٔ دوم بزرگ، بنصر به سوم بزرگ و خنصر به چهارم درست اشاره داشته که هیچ‌کدام ریزپرده‌ای نیستند. برکشلی زائد را معادل فاصلهٔ دوم کوچک (با کوک فیثاغورثی) دانسته، اما داریوش طلایی آن را معادل دوم نیم‌بزرگ می‌داند که همان فاصلهٔ مجنب است.
در شکل رایج تئوری موسیقی ایرانی فرض می‌شود که علامت دیز (♯) برای افزودن زیرایی به اندازهٔ نیم‌پردهٔ دیاتونیک (۵ کما) و علامت بمل (♭) برای کاستن آن به اندازهٔ نیم‌پردهٔ دیاتونیک (۵ کما) به کار می‌رود. در این روش دو دیز و ر بمل (که دو نت مترادف هستند) برهم منطبق نیستند (یک کما با هم فاصله دارند). در روش رایج نت‌نویسی موسیقی ایرانی در دوران معاصر که توسط علینقی وزیری تعریف شد، از تقسیم یک نیم‌پرده به دو قسمت مساوی، دو ربع پرده به دست می‌آید و برای نشان دادن این که نتی باید یک ربع پرده زیرتر شود از علامت سُری () استفاده می‌شود و برای نشان دادن این که نتی باید یک ربع پرده بمتر نواخته شود از علامت کُرُن () استفاده می‌گردد. شکل و نام این علایم را علینقی وزیری ابداع کرد.
| نام   | اندازه (به کما) | معادل امروزی |
| ----- | --------------- | ------------ |
| بقیه  | ۴               | دوم کوچک     |
| مُجنّب  | بین ۵ تا ۸      | دوم خنثی     |
| طنینی | ۹               | دوم بزرگ     |

#### انواع تعاریف
از آنجا که هیچ‌کدام از تغییرات ریزپرده‌ای در موسیقی ایرانی (تا پیش از به‌کارگیری اعتدال مساوی) معادل نصف یک نیم‌پرده (چه کروماتیک و چه دیاتونیک) نبودند، برخی نظریه‌پردازان معاصر معتقدند که استفاده از نام ربع پرده برای علامت‌های عرضی سری و کرن اشتباه است. به عنوان نمونه، فرهاد فخرالدینی سری و کرن را به عنوان علایمی تعریف می‌کند که «نت بدون علامت را کمتر از نیم‌پرده» بالا یا پایین می‌برند. داریوش طلایی هم میزان تغییر زیرایی نت در اثر علامت سری یا کرن را «تقریباً یک ربع پرده» توصیف می‌کند، و مقدار آن را در محاسباتش برابر ۴۰ یا ۸۰ سنت در نظر می‌گیرد؛ اما طلایی در مبحث اعتدال فواصل، به این نکته اشاره می‌کند که می‌توان در یک اعتدال مساوی ۲۴ پرده‌ای، ربع پرده‌ها را برابر ۵۰ سنت در نظر گرفت تا دانگ‌ها بیشتر با هم تلاقی کنند، گو این که این اعتدال به زعم او «موسیقی‌دانان خوب و حساس را ناخشنود می‌کند». این روش که متأثر از تئوری اعتدال موسیقی در موسیقی غربی است، توسط پژوهشگران معاصر هم استفاده شده‌است.
اندازهٔ فواصل ریزپرده‌ای در موسیقی ایرانی موضوع تحقیقات مختلف بوده‌است. برخی بررسی‌ها نشان می‌دهد که اندازهٔ تغییری که توسط یک علامت عرضی ریزپرده‌ای ایجاد می‌شود ثابت نیست: مثلاً نت «سی کرن» در مقام شور به «لا» نزدیک‌تر است در حالی که در مقام بیات ترکِ «دو» یا در سه‌گاهِ «می کرن»، «سی کرن» به «دو» نزدیک‌تر است تا به «لا».
بر اساس تحقیقات هرمز فرهت، در قرن بیستم سه نظام کوک مختلف برای موسیقی ایرانی مطرح شد که از نظر اندازهٔ پرده‌ها و ریزپرده‌ها با هم متفاوتند. روش اول در دههٔ ۱۹۲۰ میلادی توسط علینقی وزیری مطرح شد و هر گام را متشکل از ۲۴ نیم‌پردهٔ مساوی می‌دانست (معادل اعتدال مساوی در موسیقی غربی)؛ روش دوم حدود بیست سال بعد توسط مهدی برکشلی مطرح شد و هر گام را متشکل از ۲۲ نت می‌دانست که فواصل را با ترکیب کمای فیثاغورثی (۲۴ سنت) و لیمای فیثاغورثی (۹۰ سنت) تعریف می‌کرد؛ روش سوم توسط خود فرهت پیشنهاد شده بود و مبتنی بر گام نبود بلکه ساختار موسیقی ایرانی را بر اساس پنج فاصلهٔ اصلی تعریف می‌کرد. مبسوط‌ترین تحقیقات در زمینهٔ اندازهٔ فواصل ریزپرده‌ای را هم خود هرمز فرهت انجام داد که با ضبط صدای چند تار و سه تار انجام شد نشان داد که اگر چه طول پرده و نیم‌پرده در موسیقی ایرانی نسبتاً ثابت است، اما این طول با نظام کوک موسیقی غربی سازگار نیست؛ او اندازهٔ پرده در موسیقی ایرانی حدود ۲۰۴ سنت (۲٪ بزرگتر از موسیقی غربی) و اندازهٔ نیم‌پرده را ۹۰ سنت (۱۰٪ کوچکتر از آنچه در موسیقی غربی معاصر بر اساس اعتدال مساوی به کار می‌رود) به دست آورد، و گزارش کرد که گاهی طول نیم‌پرده تا ۸۰ سنت هم کوچک می‌شود. فرهت همچنین پرده‌هایی «میانی» در فاصلهٔ بین نیم‌پرده و یک پرده پیدا کرد و نهایتاً از تحلیل‌های خود نتیجه گرفت که کوک پرده‌های سازهای ایرانی با «گام ۱۷ پرده‌ای صفی‌الدین ارموی» بیشتر مطابقت دارد تا با اعتدال مساوی؛ او تمام فواصل موسیقی ایرانی را از چهار نوع دانست:
1. نیم‌پرده یا دوم کوچک در حدود ۹۰ سنت
2. پردهٔ میانی یا «دوم میانی»:
  1. پردهٔ میانی اول یا میانی کوچک، در حدود ۱۳۰ سنت
  2. پردهٔ میانی دوم یا میانی بزرگ با طول متغیر (اما حاصل جمع دو میانی همیشه ۲۹۴ سنت یا یک و نیم پرده است؛ پس اگر پردهٔ میانی اول ۱۳۰ سنت باشد میان دوم ۱۶۴ سنت، و اگر اولی ۱۳۵ سنت باشد دومی ۱۵۹ سنت خواهد بود)
3. تمام پرده یا دوم بزرگ در حدود ۲۰۴ سنت
4. پردهٔ افزون یا «دوم افزون» در حدود ۲۷۵ سنت

### موسیقی ترکی
در موسیقی ترکی نیز فرض می‌شود که هر پرده از نه کما تشکیل شده‌است و فواصل نیم‌پرده‌ای با استفاده از علامت‌های دیز و بمل نشان داده می‌شوند. در تئوری مدرن موسیقی ترکی که اولین بار توسط رئوف یکتا بی در سال ۱۹۲۱ مطرح شد، علایم دیز و بمل هر دو زیرایی نت را به اندازهٔ ۵ کما تغییر می‌دهند و نت‌های همصدای دو دیز و ر بمل برهم منطبق نیستند. در کنار دیز و بمل، دست کم شش علامت دیگر هم در نت‌نویسی رایج موسیقی ترکی برای ریزپرده‌ها به کار گرفته می‌شود:
- برای کاستن نت به اندازهٔ ۱ کما
- برای کاستن به اندازهٔ نیم‌پردهٔ کروماتیک (۴ کما)
- برای کاستن به اندازهٔ ۸ کما
- برای افزودن نت به اندازهٔ ۱ کما
- برای افزودن به اندازهٔ نیم‌پردهٔ دیاتونیک (۶ کما)
- برای افزودن به اندازهٔ ۸ کما

بخشی از این علایم توسط رئوف یکتا بی ابداع شدند و اولین بار در مقاله‌ای که به نام «موسیقی ترکی»  به زبان فرانسوی در دانشنامهٔ موسیقی و واژه‌نامهٔ کنسرواتوار  اثر آلبر لاوینیاک نوشت استفاده شدند. روش نت‌نویسی یکتا در دههٔ ۱۹۲۰ و ۱۹۳۰ در انتشارات رسمی کنسرواتوار استانبول به کار گرفته می‌شد. همکاری رئوف یکتا با صوفی ازگی و حسین سعدالدین آرل منجر به شکل‌گیری تئوری مدرن موسیقی ترکی شد که در آن بقیهٔ علایم بالا نیز تعریف شدند.
رئوف یکتا در توصیف این ریزپرده‌ها از لفظ «پردهٔ کوچک» و در توصیف فواصل ریزپرده‌ای از لفظ «فاصلهٔ همسایه» استفاده کرد. او همچنین به نام‌های قدیمی برخی از این فواصل نظیر طنینی، مجنب، مجنب کبیر، و مجنب صغیر اشاره کرد.
برخی منابع معتقدند که در موسیقی ترکی تا پیش از دوران حکومت سلیم سوم از همان گام هفده‌نتی صفی‌الدین ارموی با ریزپرده‌های به اندازهٔ یک فواصل خنثی با طول ۲٫۵ سنت استفاده می‌شده (#موسیقی عربی را ببینید)، و از این زمان به بعد است که ریزپرده‌هایی با طول ۱ کما نیز به موسیقی ترکی وارد شده‌است.

#### نام‌های قدیمی
برای فاصله‌های ریزپرده‌ای در موسیقی ترکی نام‌هایی نیز به کار گرفته می‌شده‌است:
| نام        | املای ترکی     | اندازه به کما | اندازه به سنت |
| ---------- | -------------- | ------------- | ------------- |
| فضله       | fazla          | ۱             | ۲۳            |
| بقیه       | bakiye         | ۴             | ۹۰            |
| مُجنّب کوچک  | kücük mücennep | ۵             | ۱۱۴           |
| مُجنّب بزرگ  | büyük mücennep | ۸             | ۱۸۰           |
| طنینی      | tanîni         | ۹             | ۲۰۴           |
| دوم افزوده | artık ikili    | ۱۲            | ۲۷۱           |

### موسیقی عربی

گام پایهٔ موسیقی عربی.

نمادهای متداول برای نمایش فواصل ریزپرده‌ای در تئوری مدرن موسیقی عربی. تصویر مقام سوزناک را نشان می‌دهد.

سیر تحولات در موسیقی عربی از نظر تاریخی با موسیقی ترکی و موسیقی ایران تفاوت دارد. تئوری قدیم موسیقی عربی، به مانند موسیقی ایرانی، بر آثار صفی‌الدین ارموی استوار بود که هر اکتاو را به ۱۷ بخش تقسیم می‌کرد و برای تعریف فواصل از کما و لیمای فیثاغورثی استفاده می‌کرد. در این روش ریزپرده‌ها دقیقاً نصف یک نیم‌پرده نبودند. این روش با تحولاتی که منجر به شکل‌گیری تئوری معاصر موسیقی عربی شد، عمدتاً کنار گذاشته شد، اگر چه در برخی مناطق نظیر سوریه گاهی همان روش قدیمی برای تعریف ریزپرده‌ها به کار می‌رود که هر پرده را متشکل از نه کما می‌داند.
در تئوری معاصر موسیقی عربی که از حدود ۱۷۷۰ میلادی شکل گرفت، هر اکتاو به ۲۴ ربع پرده مساوی تقسیم می‌شود. قدیمی‌ترین اشاره به این تقسیم‌بندی در کتاب انشایی در مورد موسیقی قدیم و نوین اثر ژان-بنژمن دلا برد دیده می‌شود که در سال ۱۷۸۰ منتشر شد، و اولین اشاره به آن به عربی، در آثار میخائیل مشاقه دیده می‌شود که حدود ۱۸۳۰ تا ۱۸۴۰ منتشر کرده بود. در تئوری معاصر موسیقی عربی یک گام هم پایه برای موسیقی عربی تعریف می‌شود که در آن نت‌های سوم و هفتم گام، هر کدام یک ربع پرده پایین‌تر از گام ماژور غربی هستند؛ به این نت‌ها اصطلاحاً «نیم بمل» (به عربی: نصف بيمول، به انگلیسی: half-flat) گفته می‌شود. تئوری موسیقی مدرن عربی ابتدا در سوریه رواج یافت و بعداً به مناطق دیگر نظیر مصر نیز راه یافت.
در موسیقی عربی امروز، از نشان‌های  (با نام «نصف بیمول» به معنای نیم بمل) و  (با نام «نصف دیاز» به معنای نیم دیز) برای نشان دادن این فواصل ربع‌پرده‌ای استفاده می‌شود. برخی منابع ابداع این نشان‌ها را به منصور عوض، موسیقی‌دان مصری نسبت می‌دهند که در سال ۱۹۲۰ در کتابی این دو نشان را پیشنهاد کرده بود، اما برخی منابع دیگر نشان می‌دهد که ریشهٔ حقیقی این نشان‌ها در متون فرانسوی یا ترکی باشد.
در مقام‌های موسیقی عربی، نت‌های متوالی به جز فاصله‌های پرده و نیم‌پرده، فواصل دیگری نیز می‌توانند داشته باشند. عموم نظریه‌پردازان معتقدند که تنها فواصلی که بین درجات متوالی مقام‌ها به کار می‌روند، فواصلی هستند که طولشان ۲، ۳، ۴، یا ۶ ربع پرده‌است؛ اما عده‌ای محدود فواصل ۱ و ۵ ربع پرده‌ای را هم جزو فواصل مقام‌های موسیقی عربی برمی‌شمردند. نظریه‌پردازانی که فاصلهٔ یک ربع پرده را در مقام‌ها بلا استفاده می‌دانند، معتقدند که کوچکترین فاصله بین نت‌های متوالی در موسیقی عربی، همان نیم‌پرده است. در مقابل، کسانی که فاصلهٔ ۱ و ۵ ربع پرده‌ای را در موسیقی عربی دارای استفاده می‌دانند، معمولاً به استفاده از آن در نت‌های زینت در مقام‌هایی مثل سکاه و هزام اشاره می‌کنند.
در مکتب سوریه‌ای که به استفاده از کما برای تعریف ریزپرده‌ها استوار است، فاصلهٔ یک پرده ۹ کما دانسته می‌شود. بر این اساس فاصلهٔ بین نت ر تا می نیم بمل در گام پایه برابر ۷ کما، و فاصلهٔ می نیم بمل تا فا برابر ۶ کما دانسته می‌شود.
در برخی متون قرن بیستم از نمادهایی برای مشخص کردن فواصل ریزپرده‌ای مختلف در نت‌نویسی استفاده می‌شود. کمانی که سمت محدب آن به سوی بالا است برای نشان دادن یک پرده (چهار ربع پرده) به کار می‌رود، کمانی که سمت مقعر آن به سوی بالا است برای نشان دادن فاصلهٔ سه ربع پرده، نشان شبیه عدد ۷ یا حرف انگلیسی V برای نمایش فاصلهٔ نیم‌پرده (دو ربع پرده)، و خطی که از دو جا زاویه دارد (شبیه مستطیلی که فقط سه سمت دارد) برای نمایش فاصله سه ربع پرده.

#### سایر ریزپرده‌ها
چنان‌که گفته شد، تئوری غالب در موسیقی عربی، مبتنی بر اعتدال مساوی ۲۴ پرده‌ای است. با این حال تحقیقات مارکوس نشان داد که فواصل ریزپرده‌ای دیگری خارج از این اعتدال ۲۴ پرده‌ای نیز توسط برخی نوازندگان به کار می‌روند.
یک نوع از این ریزپرده‌ها، ناشی از پایین‌تر (بم‌تر) اجرا کردن نت‌ها به اندازه‌ای اندک است. این اندازهٔ اندک را نوازندگان غالباً یک کما (به عربی: کوما) می‌نامند اما مقدار دقیق آن را مشخص نمی‌کنند. نتی که به اندازهٔ یک کما بم‌تر اجرا شود را با عبارت ناقص کوما توصیف می‌کنند و رایج‌ترین مثال آن نت «می بمل» است. این نت که در حالت عادی کُرد نامیده می‌شود، در مقام نهاوند کمی بمتر از معمول اجرا می‌شود و در این مقام به نت می بمل «نهاوند» می‌گویند تا تفاوتش با نت کرد مشخص باشد. مثال دیگر آن نت‌های همصدای فا دیز و سل بمل هستند که در این تئوری، با هم یک کاما فاصله دارند؛ نت فا دیز «حجاز» نامیده می‌شود و نت سل بمل (که یک کاما بمتر است) «صبا» نام می‌گیرد. مقدار دقیق کما بسیار نزدیک است به تفاوت فاصلهٔ سوم بزرگ در کوک فیثاغورثی و نظام کوک خالص، یعنی حدود ۲۱٫۵ سنت؛ در متون معاصر به این فاصله کمای هلدری یا کمای عربی گفته می‌شود.
همچنین گروهی از نظریه‌پردازان معتقدند که موقعیت نیم بمل و نیم دیز در مقام‌های مختلف دقیقاً یکسان نیست؛ مثلاً به اعتقاد ایشان نت «می نیم بمل» در مقام راست کمی زیرتر است و در مقام بیاتی کمی بمتر. بین این نظریه‌پردازان در مورد این که کدام فواصل ریزپرده‌ای متغیر هستند و به چه اندازه، اتفاق نظر وجود ندارد. برخی برای توصیف این دو ریزپرده از دو نام مختلف استفاده کرده‌اند: سكاه صغیرة برای شکلی که در مقام‌های بیاتی، عراق، هُزام، صبا و شوری به کار می‌رود، و سكاه كبیرة برای شکلی که در مقام‌های سوزناک، سکاه و راست به کار می‌رود. برخی نیز از علایم بیشتری (نظیر علامت بمل با دو خط روی آن به شکل ) برای تمییز این ریزپرده‌ها استفاده می‌کنند، و فاصلهٔ این دو نیم بمل را در حد یک کما تعریف می‌کنند اما استفاده از این علایم و تعاریف رایج نیست. بسیاری از نوازندگان موسیقی عربی معتقدند که ریزپرده‌ها همیشه موقعیتی ثابت دارند و بسیار پیش می‌آید که چند نوازنده که در این مورد دیدگاه متفاوتی دارند، با هم همنوازی کنند.

#### نام فواصل
در موسیقی عربی فاصلهٔ موسیقی «بُعد» یا مسافة نامیده می‌شود. در تئوری موسیقی قدیم عربی، که با موسیقی ایرانی و ترکی مشترک است، برای فواصل مختلف از جمله فواصل ریزپرده‌ای، از نام‌هایی نظیر «طنینی» و «مجنب» استفاده می‌شد. در طی تحولاتی که در تئوری موسیقی عربی در قرن هجدهم و نوزدهم میلادی رخ داد، استفاده از نام برای فواصل مرسوم نبود. اما در قرن بیستم مجدداً نام‌هایی برای فواصل استفاده شد که برخی (مانند «طنینی») از تئوری قدیمی موسیقی عربی وام گرفته شده هستند، برخی مانند «ثاینة زائدة» (به معنی دوم افزوده) ترجمه‌ای تحت‌اللفظی از عبارات مرسوم در موسیقی غربی هستند، و برخی مانند «بُعد شرقي» (فاصلهٔ سه ربع پرده‌ای) و «مسافة شرقية کبرى» واژه‌هایی نو هستند.

### موسیقی هندی

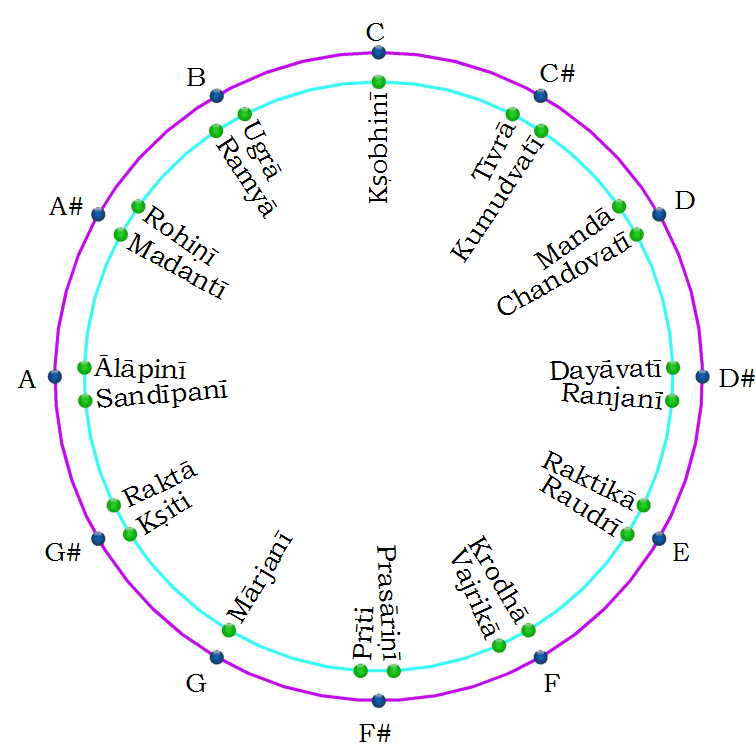
مقایسه بین یک گام با ۲۲ شروتی (سبز) و گام موسیقی غربی با ۱۲ نیم‌پرده مبتنی بر اعتدال مساوی (بنفش)

در موسیقی هندی، گام‌ها بر اساس فواصلی تعریف می‌شوند که به آن‌ها شروتی گفته می‌شود؛ شروتی در لغت به معنای چیزی است که شنیده می‌شود، و در عمل به معنی حداقل فاصله‌های قابل تشخیص به کار می‌رفته‌است. ویشنو نارایان بهاتخانده، موسیقی‌دان هندی قرن نوزدهم که تئوری موسیقی هندی را متحول کرد، برای اولین بار شروتی‌ها را با ریزپرده‌ها مترادف نامید.
متون قدیمی هندی بیش از آن که بر فاصلهٔ شروتی‌ها تمرکز کنند، بر تعدادشان تمرکز کرده‌اند. در یک تقسیم‌بندی که توسط بهارتا در کتاب ناتیاشاسترا  (تاریخ احتمالی بین سده ۲ پیش از میلاد و سده ۲ میلادی) ارائه شد، هر اکتاو به ۲۲ شروتی تقسیم شده‌است که شامل هفت نت اصلی (با نام‌های شادجا، ریشاب، گاندارا، مادیاما، پانچام، دیاواتا، و نیشاد) بوده که باقی شروتی‌ها در فاصلهٔ آن‌ها قرار می‌گرفته‌اند. فاصلهٔ میان این هفت نت اصلی – که غالباً به اختصار با نام‌های سا، ری، گا، ما، پا، دا و نی یاد می‌شوند – برابر نبوده‌است، و به ترتیب فاصلهٔ میان هر نت با بعد برابر با ۴، ۳، ۲، ۴، ۴، ۳ و ۲ شروتی بوده‌است.
در مورد اندازه و تعداد شروتی‌ها بین منابع مختلف توافق وجود ندارد. در سیستمی که هر اکتاو را به ۲۲ شروتی تقسیم می‌کند، دو پرده (پردهٔ بزرگ و پردهٔ کوچک) و یک نوع نیم‌پرده تعریف می‌شود و سه نوع شروتی اصلی به دست می‌آید: پرامانا حاصل تفاوت فاصلهٔ بزرگ و کوچک است و ۲۲ سنت اندازه دارد، شروتی دوم حاصل تفاوت پردهٔ کوچک و نیم‌پرده است و ۷۰ سنت اندازه دارد، و شروتی سوم حاصل تفاوت بین نیم‌پرده و پرامانا است و ۹۰ سنت طول دارد. از این میان، پرامانا با نسبت بسامد ۸۱:۸۰ در واقع برابر با کمای همصدا در تئوری موسیقی غربی است، و شروتی سوم نیز با نسبت ۲۵۶:۲۴۳ معادل لیمای فیثاغورثی است.

### موسیقی غربی

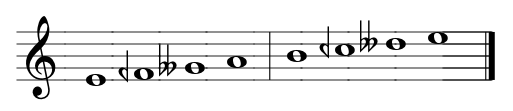
مد (موسیقی) دورین نت می در موسیقی یونانی، (گونه مترادف) تقسیم شده به دو دانگ (موسیقی).

علامت‌های عرضی مورد استفاده برای ریزپرده‌ها در موسیقی غربی معاصر. از چپ به راست: دیز ربع پرده، دیز، دیز سه‌چهارم پرده؛ بمل ربع پرده، بمل، بمل سه‌چهارم پرده

تا اوایل قرن بیستم در موسیقی کلاسیک غربی استفاده از ریزپرده‌ها رایج نبوده‌است.
با این حال استفاده از ریزپرده‌ها در موسیقی یونان باستان سابقه داشته‌است. در موسیقی یونان باستان یک پرده به دو نیم‌پردهٔ نامساوی (نیم‌پردهٔ دیاتونیک و نیم‌پردهٔ کروماتیک) تقسیم می‌شده که گاه طولی کمتر از ۵۰ سنت (معادل نصف نیم‌پردهٔ امروزی در اعتدال مساوی) داشتند و از همین رو می‌توانند ریزپرده دانسته شوند.
در قرن شانزدهم، نیکولا ویچنتینو طراحی یک صفحه کلید جدید که بتواند موسیقی ریزپرده‌ای اجرا کند را شرح داد. این ساز که در هر اکتاو ۳۶ کلید داشت، با نام آرکیچمبالو شناخته می‌شد. او همچنین چند قطعه موسیقی نوشت که در آن از فواصل ریزپرده‌ای، به خصوص از فاصلهٔ سوم خنثی استفاده می‌کرد که حالتی بین فواصل گام‌های ماژور و مینور را ایجاد می‌کرد. پیدایش این ساز شروعی بود برای آزمایش‌های مختلف آهنگسازان غربی در استفاده از فواصل ریزپرده‌ای. مواجههٔ موسیقی‌دان‌ها و آهنگسازهای غربی با موسیقی‌های ریزپرده‌ای سایر کشورها (از جمله هندوستان) نیز به این امر دامن زد. در نیمهٔ اول قرن بیستم، این کار معمولاً از طریق حفظ اصول اعتدال مساوی و با افزودن ریزپرده‌های جدید در بین نیم‌پرده‌های دوازده‌گانهٔ موسیقی غربی انجام می‌شد؛ اما در نیمهٔ دوم قرن بیستم آهنگسازان به تغییر کوک سازها به شکلی که خالص‌تر باشد روی آوردند و از این طریق قطعاتی آفریدند که شامل فواصلی ناسازگار با اعتدال مساوی است و به گوش شنوندگان این عصر، ریزپرده‌ای شنیده می‌شود. از جملهٔ این قبیل آثار می‌توان به آثار بن جانستون نظیر کوارتت سازهای زهی شماره ۱ و۲، چارلز آیوز نظیر سه قطعهٔ ربع‌پرده‌ای  و آلویس هابا نظیر کوارتت سازهای زهی شماره ۳ اشاره کرد.

#### موسیقی الکترونیک
در موسیقی الکترونیک امکان هر گونه کوک وجود دارد، در نتیجه امکان اجرای موسیقی ریزپرده‌ای نیز وجود دارد. از جمله آثار موسیقی الکترونیک که فواصل ریزپرده‌ای دارند می‌توان به تجربیات وندی کارلوس در آلبوم دلبر در دیو اشاره کرد که در آن کوک‌های مختلف از جمله نظام کوک خالص را می‌آزماید. از جمله آهنگسازانی که موسیقی الکترونیک حاوی ریزپرده ساخته‌اند می‌توان به علیرضا مشایخی اشاره کرد که در اثری از او به نام «شور» می‌توان دانگ اول دستگاه شور را شنید.

#### موسیقی راک
در موسیقی راک و پیش از آن در بلوز، نوعی ریزپرده که به نام نت بلو شناخته می‌شود نقشی اساسی ایفا می‌کند. نت بلو روی فواصل سوم، پنجم و هفتم یک گام دیاتونیک بزرگ و با کاهش زیرایی آن نت‌ها در حد ریزپرده‌ای اجرا می‌شود. همچنین برخی از نظریه‌پردازان کاربرد بندینگ و تکنیک‌های مشابه در موسیقی بلوز را نوعی از کاربرد ریزپرده‌ها در موسیقی معاصر غربی می‌دانند. گروه موسیقی ریدیوهد نیز در قطعهٔ «چگونه کاملاً ناپدید شویم»  از فواصل ریزپرده‌ای استفاده کرده‌است.

### سایر موسیقی‌ها

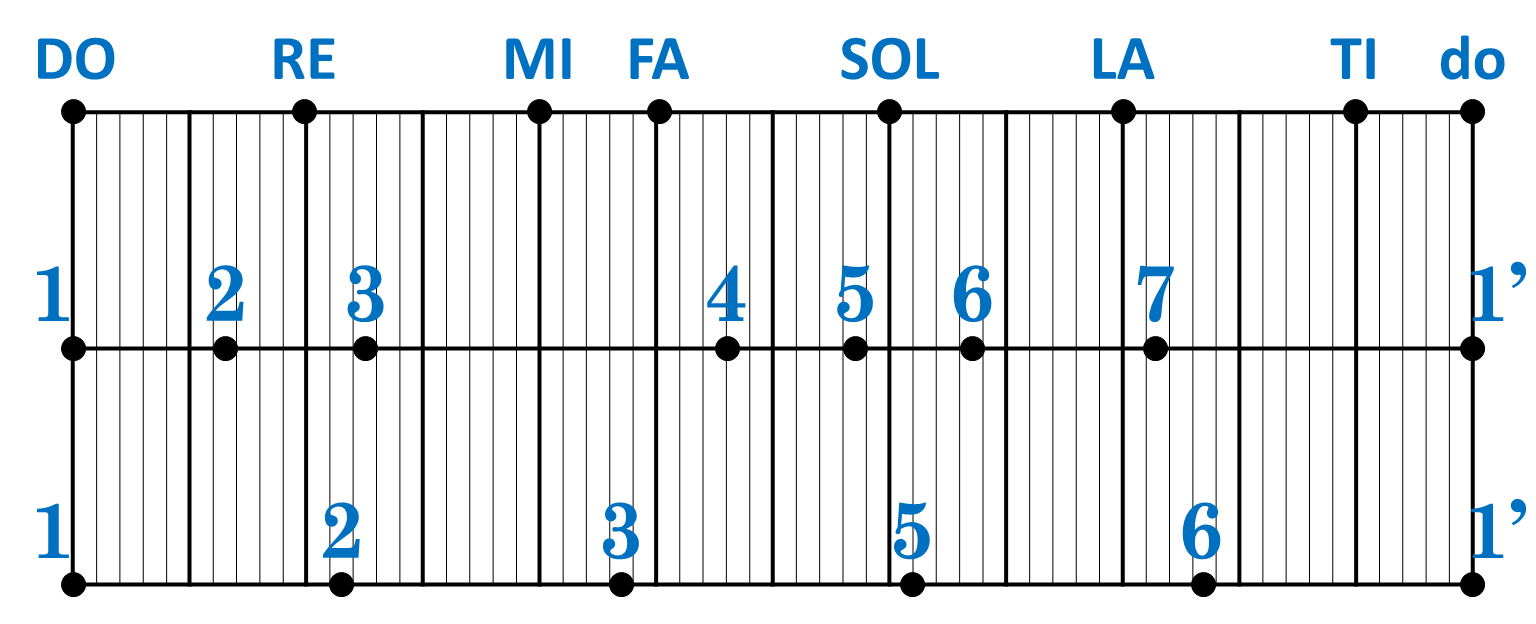
گام‌های ریزپرده‌ای در موسیقی جاوه، اندونزی. ردیف اول موقعیت نت‌ها در موسیقی معاصر غربی را بر اساس اعتدال مساوی نشان می‌دهد. ردیف دوم موقعیت نت‌ها در گام جاوه‌ای پلوگ و ردیف سوم موقعیت نت‌ها در گام جاوه‌ای اسلندرو را نشان می‌دهند.

گونه‌های دیگر موسیقی نیز از ریزپرده استفاده می‌کنند.
برای نمونه، آنیرود پاتل به دو نوع گام ریزپرده‌ای که در موسیقی جاوه (در اندونزی) به کار می‌رود اشاره می‌کند. در موسیقی سنتی ونزوئلا گاهی زیرایی یک نت در میانهٔ راه به سمت بالا کشیده می‌شود و وارد حدود ریزپرده‌ای می‌شود. در موسیقی ژاپن، انحراف‌های ریزپرده‌ای جزئی از سبک خاص نواختن فلوت محسوب می‌شود.

## نواختن ریزپرده
در سازهایی که کوک آزاد دارند (نظیر عود) و نیز در آواز، نواختن ریزپرده تنها نیازمند آشنایی تکنیکی نوازنده یا خواننده است. در سازهایی مثل پیانو که کوک ثابت دارند، برای نواختن ریزپرده باید کوک ساز تغییر کند. در سازهای زهی که پرده یا خرک دارند هم، برای نواختن ریزپرده یا باید پرده‌های ساز در کوک مناسب تعبیه شده باشند (نظیر کوک متداول سه تار) یا برای تغییر کوک ساز باید محل این پرده‌ها یا خرک‌ها را تغییر داد؛ جابه‌جا کردن خرک برای تغییر کوک سنتور امری رایج است.
موسیقی‌دان‌های معاصر روش‌های نوینی برای نواختن ریزپرده توسط سازهای کلاسیک ابداع کرده‌اند. از جمله لیلی افشار که با کمک یک سازنده ساز در نشویل، به گیتار پرده‌های کوچکی موسوم به فرتلت  اضافه کرد تا بتواند با این ساز ریزپرده‌ها را هم اجرا کند.

## واژه‌نامه
1. ↑  Some Indian conceptions of music
2. ↑  enharmonique
3. ↑  chromatique
4. ↑  diatonique
5. ↑  L'antica musica ridotta alla moderna prattica
6. ↑  La musique turque
7. ↑  Encyclopedie de la musique et dictionnaire du Conservatoire
8. ↑  le ton mineur
9. ↑  l'intervalle voisine
10. ↑  Natyashastra
11. ↑  pramāṇa
12. ↑  String Quartets No. 1 and 2
13. ↑  Three Quarter-tone Pieces
14. ↑  String Quartet No. 3
15. ↑  blue note
16. ↑  How to Disappear Completely
17. ↑  pelog
18. ↑  slendro
19. ↑  fretlet